# Kirchborgum
Kirchborgum ist ein Dorf und ein Stadtteil von Weener im Rheiderland, das im südwestlichen Ostfriesland liegt. Das Dorf liegt direkt an der Ems und an der Bundesstraße zwischen der Weeneraner Innenstadt und der Kreisstadt Leer. In Kirchborgum leben etwa 300 Menschen.

## Geschichte
Die erste Erwähnung Kirchborgums stammt aus dem 15. Jahrhundert. Die ursprüngliche Kirchborgumer Kirche aus dem Jahr 1638 versank bald in der Ems. Die heutige reformierte Kirche wurde 1827 von J. B. Kröger als Saalkirche im Stil des Klassizismus des 19. Jahrhunderts erbaut. Hingegen blieb der Glockenturm aus dem 1766 von der Vorgängerkirche erhalten. Die Backsteinkirche ist schlicht gehalten und mit Lisenen und Rundbogenfenster versehen. Das Innere wird durch ein hölzernes Tonnengewölbe, die Biedermeier-Kanzel und die Orgel der Gebrüder Rohlfs geprägt. Das Instrument wurde 1876 an der Westseite mit acht Stimmen ohne Aliquotregister auf einem Manual und Pedal gebaut. Lange Zeit bestand eine Fährverbindung über die Ems nach Driever im Overledingerland. Am 1. Januar 1973 wurde das Dorf in die Stadt Weener eingegliedert.

## Persönlichkeiten
- Otto Buurman (1890–1967), Philologe, Arzt und Ministerialbeamter im Gesundheitsbereich